# Belgisch kampioenschap wielrennen voor elite zonder contract

De Belgische kampioenentrui

Het Belgisch kampioenschap wielrennen voor Elite zonder contract is een jaarlijkse wielerwedstrijd in België voor renners met Belgische nationaliteit van 23 jaar en ouder, die geen lid zijn van een professioneel wielerteam. Er wordt gereden voor de nationale titel.
Deze categorie heeft in de loop der tijd zeer veel wijzigingen ondergaan zowel in benaming als in samenstelling:
- 2020: Naamsverandering naar Elite heren clubploegen
- 1996: Naamsverandering naar Elite zonder contract; De wielrenners van 19 tot en met 22 jaar worden afgesplitst en rijden voortaan hun eigen Belgisch kampioenschap.
- 1966: Naamsverandering naar Internationale Liefhebbers; De onafhankelijken, die tot dan hun eigen kampioenschap hadden, worden aan deze categorie toegevoegd.
- 1947: Naamsverandering naar Amateurs of Liefhebbers; De toenmalige juniorencategorie (19 tot 22 jaar) wordt in deze categorie opgenomen.
- 1919: Naamsverandering naar Zuivere Liefhebbers.
- 1882: Eerste kampioenschap als Belgisch kampioenschap voor Amateurs of Liefhebbers.

## Erelijst

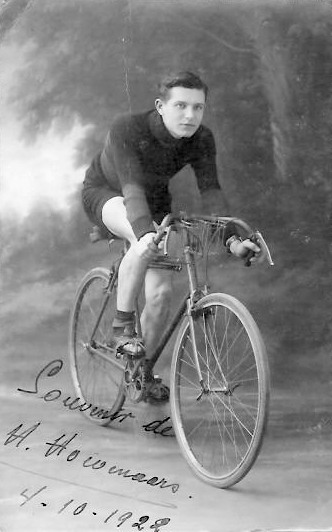
Henri Hoevenaers recordhouder Belgisch kampioenschap amateurs (toen Zuivere Liefhebbers)

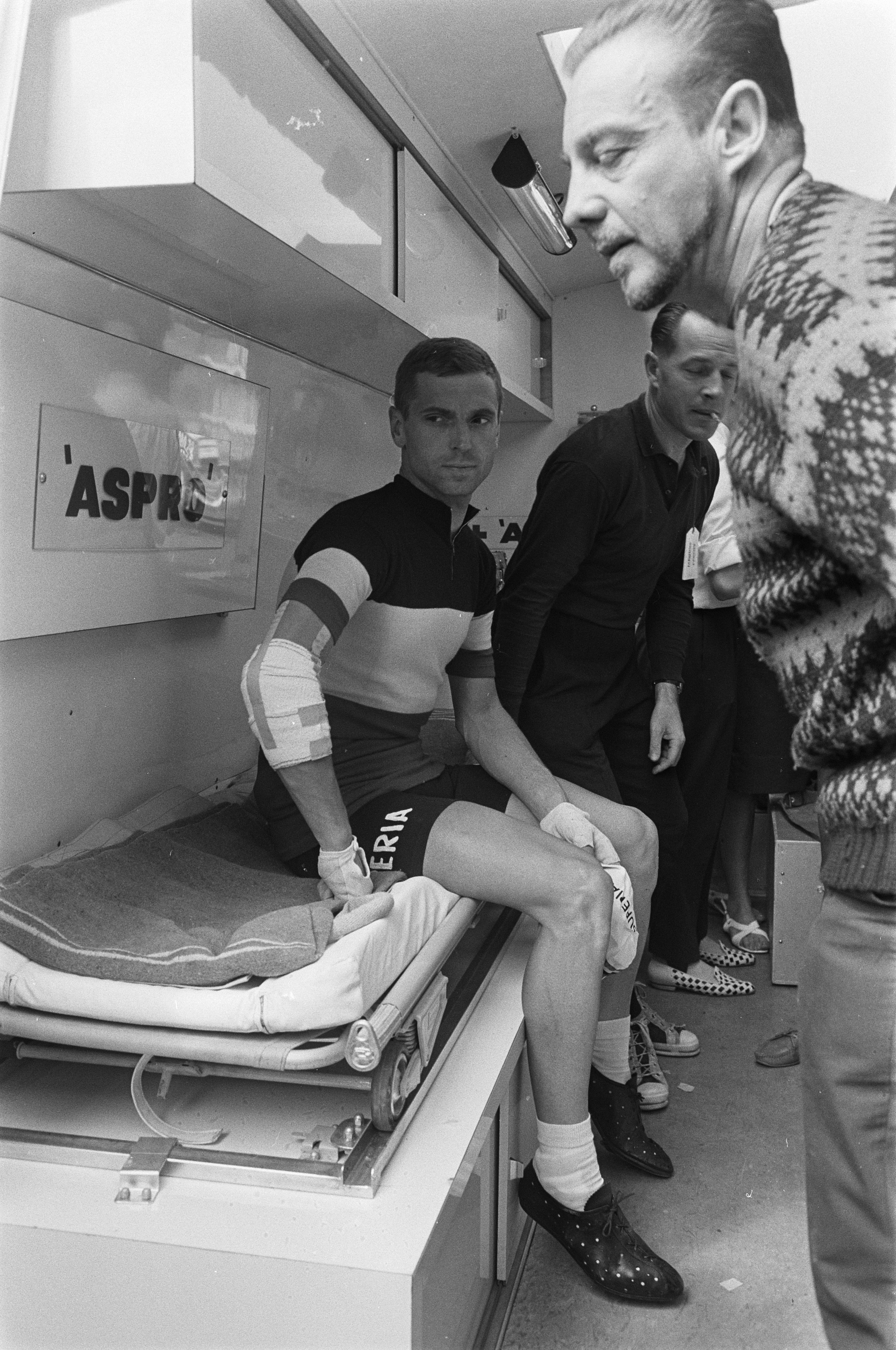
Rik Van Looy 2 maal Belgisch kampioen bij de amateurs, hier als Belgisch kampioen bij de beroepsrenners

| Jaar | Plaats                               | Winnaar                     | 2de                   | 3de                         |
| 2026 | Huldenberg                           |                             |                       |                             |
| 2025 | Rollegem (Kortrijk)                  |                             |                       |                             |
| 2024 | Brasschaat                           | Elias Van Breussegem        | Sven Noels            | Jonas Volkaert              |
| 2023 | Putte                                | Jari Verstraeten            | Maarten Verheyen      | Rutger Wouters              |
| 2022 | Sint-Lievens-Houtem                  | Vince Gerits                | Niels De Rooze        | Wesley Van Dyck             |
| 2021 | Bertem                               | Tom Timmermans              | Kobe Vanoverschelde   | Wesley Van Dyck             |
| 2020 | Lokeren                              | Stijn Siemons               | Timothy Stevens       | Benjamin Verraes            |
| 2019 | Habay-la-Neuve                       | Jelle Mannaerts             | Brecht Stas           | Sten Van Gucht              |
| 2018 | Stabroek                             | Rutger Wouters              | Jonas Goeman          | Dries Verstrepen            |
| 2017 | Stabroek                             | Stijn De Bock               | Jens Moens            | Dieter Bouvry               |
| 2016 | Stabroek                             | Dries De Bondt              | Jimmy Janssens        | Dimitri Peykens             |
| 2015 | Meren van de Eau d'Heure             | Joeri Stallaert             | Jori Van Steenberghen | Timothy Stevens             |
| 2014 | Vossem                               | Joeri Calleeuw              | Timothy Stevens       | Jori Van Steenberghen       |
| 2013 | Lommel                               | Jérôme Baugnies             | Stig Broeckx          | Robin Stenuit               |
| 2012 | Wielsbeke                            | Timothy Dupont              | Nick Mertens          | Timonthy Stevens            |
| 2011 | Geel                                 | Joeri Calleeuw              | Dries Depoorter       | Kevin Neirynck              |
| 2010 | Hooglede                             | Rob Goris                   | Kurt Geysen           | Joeri Calleeuw              |
| 2009 | Binche                               | Nico Kuypers                | Jan Kuyckx            | David Geldhof               |
| 2008 | La Roche-en-Ardenne                  | Davy Commeyne               | Joeri Calleeuw        | Kurt Van Goidshoven         |
| 2007 | Laarne                               | Tony Bracke                 | Mario Willems         | Nico Verhoeven              |
| 2006 | Charleroi                            | Kristof De Zutter           | Geoffrey Demeyere     | Dries Devenyns              |
| 2005 | Temse                                | Gert Vanderaerden           | Nico Verhoeven        | David Vanhove               |
| 2004 | Momignies                            | Jurgen Vermeersch           | Nico Kuypers          | Geert Steurs                |
| 2003 | Beveren                              | Jarno Vanfrachem            | Nico Mestdach         | Peter Schoonjans            |
| 2002 | Genk                                 | Bart Heirewegh              | Gino De Weirdt        | Eric Torfs                  |
| 2001 | Tessenderlo                          | Jarno Vanfrachem            | Christophe Stevens    | Peter Schoonjans            |
| 2000 | Halle                                | Kenneth Mercken             | Marc Goetschalckx     | Christophe Stevens          |
| 1999 | Frasnes-lez-Anvaing                  | Marc Patry                  | Geoffrey Demeyere     | Marc Chanoine               |
| 1998 | Baasrode                             | Dennis Moons                | Peter Van Hoof        | Thierry Masschelein         |
| 1997 | Tielt                                | Danny In 't Ven             | Peter Van Hoof        | Rik Coppens                 |
| 1996 | Rochefort                            | Benjamin Van Itterbeeck     | Steven Van Aken       | Danny In 't Ven             |
| 1995 | Wuustwezel                           | Steven Van Aken             | Dennis Moons          | Danny In 't Ven             |
| 1994 | Zomergem                             | Mario Moermans              | Carl Roes             | Eric Torfs                  |
| 1993 | Westouter                            | Carl Roes                   | Paul Van Hyfte        | Kurt Van De Wouwer          |
| 1992 | Merchtem                             | Wim Omloop                  | Carl Roes             | Bart Heirwegh               |
| 1991 | Halen                                | Peter Van Petegem           | Wim Vervoort          | Stéphane Hennebert          |
| 1990 | Couvin                               | Wilfried Nelissen           | Johan Remels          | Wim Vervoort                |
| 1989 | Thimister                            | Johan Remels                | Peter Hoydonckx       | Tony De Ridder              |
| 1988 | Westerlo-Tongerlo                    | Luc Van de Vel              | Patrick De Wael       | Johnny Dauwe                |
| 1987 | Kluisbergen                          | Danny Lippens               | Jean-Marie Vernie     | Johan Pauwels               |
| 1986 | Oostnieuwkerke                       | Chris Scharmin              | Ludwig Willems        | Frank Pattyn                |
| 1985 | Roosdaal                             | Geert Van de Walle          | Frank Van De Vijver   | Geert D'Hondt               |
| 1984 | Sint-Lievens-Houtem                  | Johan Capiot                | Willem Wijnant        | Guido Verdeyen              |
| 1983 | Marchovelette                        | Rudy Dexters                | Herman Frison         | Filip Cottenies             |
| 1982 | Aye                                  | Francis Vermaelen           | Rudy Rogiers          | Patrick Cocquyt             |
| 1981 | Genk                                 | Marc Sergeant               | Eric Lamers           | Patrick Hermans             |
| 1980 | Nandrin                              | Jean-Marie Wampers          | Guy Janiszewski       | Patrick Vermeulen           |
| 1979 | Arendonk                             | Eddy Van Hoof               | Gerrit Van Gestel     | Etienne De Wilde            |
| 1978 | Momignies                            | Fons De Wolf                | Daniel Willems        | Ronald Delen                |
| 1977 | Bavikhove                            | Daniel Willems              | Frank Hoste           | Claude Criquielion          |
| 1976 | Yvoir                                | Edy Schepers                | Marc Dierickx         | Pierre Sonnet               |
| 1975 | Tiegem                               | Pol Verschuere              | Patrick Lefevre       | Paul Wellens                |
| 1974 | Doornik                              | Jean-Luc Vandenbroucke      | Luc Leman             | Raphael Constant            |
| 1973 | Yvoir                                | Leopold Verboven            | Pol Lannoo            | Georges Bortels             |
| 1972 | Ronse                                | Lucien De Brauwere          | Louis Verreydt        | Johan Hendrickx             |
| 1971 | Nandrin                              | Freddy Maertens             | Ludo Van Staeyen      | Ludovic Noels               |
| 1970 | Waregem                              | Victor Peeters              | Tony Gakens           | Willy Teirlinck             |
| 1969 | Nieuwerkerken                        | Raphaël Hooyberghs          | Jean-Pierre Monseré   | Frans Kerremans             |
| 1968 | Mettet                               | Noël Vantyghem              | Jean-Pierre Monseré   | Rony Schoep                 |
| 1967 | Nieuwerkerken                        | Valère Van Sweevelt         | Jean-Pierre Monseré   | Roger De Vlaeminck          |
| 1966 | Zolder                               | Jean-Marie Gorez            | Eddy Van Audenaerde   | Raymond Steegmans           |
| 1965 | Aubel                                | Edy De Sitter               | Louis Van den Broeck  | Willy In 't Ven             |
| 1964 | Pulle                                | Jos Boons                   | Leopold Lemmens       | Armand Geens                |
| 1963 | Vloesberg                            | Albert Van Vlierberghe      | Noël Depauw           | Mathieu Maes                |
| 1962 | Harelbeke                            | Julien Stevens              | Marcel Vandenbossche  | Ward Sels                   |
| 1961 | Sint-Genesius-Rode                   | Frans Melckenbeeck          | Constant Jongen       | Remi De Bruycker            |
| 1960 | Kruishoutem                          | Jos Geurts                  | Jan Desmet            | Romain Malfait              |
| 1959 | Meux                                 | Herman Cornelis             | Albert Covens         | Georges Van Maeckelberghe   |
| 1958 | Saint-Hubert                         | Constant De Keyser          | Valère Paulissen      | Emile Daems                 |
| 1957 | Sint-Truiden                         | Clément Roman               | Marcel Sleeuwaert     | Julien Gekliere             |
| 1956 | Landen                               | Alfons Hermans              | Roger Baudechon       | Norbert Verougstraete       |
| 1955 | Antwerpen                            | Gentiel Saelens             | Maurice Meuleman      | Aimé Van Avermaet           |
| 1954 | Antwerpen                            | Julien Schepens             | Gabriel Borre         | Gentiel Saelens             |
| 1953 | Deerlijk                             | Rik Van Looy                | Emiel Van Cauter      | Adhemar De Blaere           |
| 1952 | Brussel                              | Rik Van Looy                | Georges Decraeye      | Noël Malfait                |
| 1951 | Zingem                               | Marcel Janssens             | José Pauwels          | Jan Zagers                  |
| 1950 | Velaine                              | Martin Van Geneugden        | Jozef Schils          | Roger Wyckstand             |
| 1949 | Wetteren                             | Leon Delathouwer            | René Daelman          | Karel Loomans               |
| 1948 | Biesme                               | Lode Wouters                | Liévin Lerno          | Théodore Lossie             |
| 1947 | Leopoldsburg                         | Frans Gielen                | Roger Decock          | Alfons Van den Brande       |
| 1946 | Dolhain                              | Henri Van Kerckhove         | Luc Buysse            | Herman Gardier              |
| 1945 | Hoboken                              | Henri Van Hole              | L. Cristiaens         | Van Hoeymissen              |
| 1944 | niet gereden                         | niet gereden                | niet gereden          | niet gereden                |
| 1943 | niet gereden                         | niet gereden                | niet gereden          | niet gereden                |
| 1942 | Jodoigne                             | Marcel Boumon               | Charles Terryn        | Albert Defrez               |
| 1941 |                                      | Irené De Keyser             | Henri Regenmortels    | And. Parmentier             |
| 1940 | niet gereden                         | niet gereden                | niet gereden          | niet gereden                |
| 1939 |                                      | Jacques Geus                | Willy Parmentier      | Jean-François Van Der Motte |
| 1938 |                                      | Jacques Geus                | Omer Tack             | Jean-François Van Der Motte |
| 1937 |                                      | August Deleeuw              | Raymond Debroux       | Georges Berckmans           |
| 1936 |                                      | Armand Putzeys              | Auguste Garrebeek     | Jean-François Van Der Motte |
| 1935 |                                      | Jean-François Van Der Motte | L. Dehogne            | Pierre Houdé                |
| 1934 |                                      | Pierre Houdé                | Jef Lowagie           | Jean Lodewijck              |
| 1933 |                                      | Jef Lowagie                 | Pierre Houdé          | Luc Poffe                   |
| 1932 |                                      | Luc Poffe                   | Henri Van der Steen   | Henri Roggemans             |
| 1931 |                                      | Jean Minsart                | Louis Van der Borght  | Josse Broeders              |
| 1930 |                                      | Leo Van der Meersch         | Maurice Parmentier    | And. Lismont                |
| 1929 |                                      | Albert Muylle               | Leo Van der Meersch   | Pierre Houdé                |
| 1928 |                                      | Jean Aerts                  | J. Chaerels           | A. Verstraeten              |
| 1927 |                                      | Jean Aerts                  | Jul. Chaerels         | André Verstraeten           |
| 1926 |                                      | Marcel Cloquet              | Jean Aerts            | Ferd. Lintermans            |
| 1925 |                                      | Henri Hoevenaers            | Jules Verbist         | Jean-Francois De Buyst      |
| 1924 |                                      | Henri Hoevenaers            | Ferdinand Salve       | Jean-Francois De Buyst      |
| 1923 |                                      | Henri Hoevenaers            | Alphonse Decat        | Ferdinand Salve             |
| 1922 |                                      | Henri Hoevenaers            | Louis De Roover       | Charles Van Doorslaer       |
| 1921 |                                      | Charles Van Doorslaer       | Henri Georges         | Ferd. Lintermans            |
| 1920 |                                      | Henri Wynsdau               | Albert De Bunne       | Charles Van Doorslaer       |
| 1919 |                                      | Albert De Bunne             | Henri Wynsdau         | Henri Georges               |
| 1918 | niet gereden                         | niet gereden                | niet gereden          | niet gereden                |
| 1917 | niet gereden                         | niet gereden                | niet gereden          | niet gereden                |
| 1916 | niet gereden                         | niet gereden                | niet gereden          | niet gereden                |
| 1915 | niet gereden                         | niet gereden                | niet gereden          | niet gereden                |
| 1914 | niet gereden                         | niet gereden                | niet gereden          | niet gereden                |
| 1913 |                                      | Frédéric Parmentier         |                       |                             |
| 1912 |                                      | L. Van Cauter               |                       |                             |
| 1911 |                                      | Jos Sel                     |                       |                             |
| 1910 |                                      | Jacques Coomans             |                       |                             |
| 1909 |                                      | François Dubois             |                       |                             |
| 1908 |                                      | Alois Verstraeten           |                       |                             |
| 1907 |                                      |                             |                       |                             |
| 1906 |                                      |                             |                       |                             |
| 1905 |                                      | Servais Toussaint           | Armand Pirlot         | Alphonse Van Hout           |
| 1904 |                                      | J. Orban                    |                       |                             |
| 1903 |                                      | Servais Touissant           |                       |                             |
| 1902 |                                      | Émile Lombard               |                       |                             |
| 1901 |                                      | Oostvogels                  |                       |                             |
| 1900 |                                      |                             |                       |                             |
| 1899 |                                      |                             |                       |                             |
| 1898 |                                      |                             |                       |                             |
| 1897 |                                      |                             |                       |                             |
| 1896 |                                      |                             |                       |                             |
| 1895 |                                      |                             |                       |                             |
| 1894 | Smeermaas                            | Henri Luyten                | Georges Van Oolen     | ?. Stendel                  |
| 1893 | Neerpelt                             | Léon Houa                   |                       |                             |
| 1892 | Barvaux - Melreux                    | Louis Gehenniaux            | Léon Houa             | G. Dormal                   |
| 1891 | Barvaux - Melreux                    | Georges Van Oolen           | Louis Rasquinet       | Léon Van Calck              |
| 1890 | Bastenaken - Houffalize - Bastenaken | Léon Lhoest                 | Joseph Sklin          | Robert Protin               |
| 1889 | Kortrijk                             | Léon Lhoest                 |                       |                             |
| 1888 | Luik                                 | Léon Lhoest                 |                       |                             |
| 1887 | Oostende                             | Ernest Goethals             |                       |                             |
| 1886 | Antwerpen                            | Emile De Beukelaer          |                       |                             |
| 1885 | Antwerpen                            | Emile De Beukelaer          |                       |                             |
| 1884 | Oostende                             | Emile Sweron                | Emile De Beukelaer    |                             |
| 1883 | niet gereden                         | niet gereden                | niet gereden          | niet gereden                |
| 1882 | Bergen                               | Emile Van Berendonck        |                       |                             |